# コニチワ・レコード
コニチワ・レコード（Konichiwa Records）は、スウェーデンの女性ポップス歌手ロビンが創設したレコードレーベル。所属しているのは、彼女自身だけである。Konichiwa は、日本語の挨拶「こんにちは」をローマ字化したものであり、日本語ではコンニチワ・レコードと表記されることもある。

## 背景
ロビンは、新たに取り組んだエレクトロ・ポップ作品のサウンドが、当時所属していたジャイヴ・レコードの気に入らなかったことから、レーベルと対立してしまった。特に、イギリスでチャートの26位、スウェーデンで37位まで上昇した「Who's That Girl」のサウンドが、レーベルの意に沿うものではなかった。ロビンは2005年はじめに、自分のレーベルを立ち上げるべくジャイヴ・レコードを離れ、自由な芸術的創作のためにコニチワ・レコードが生み出された。

## 展開と作品の発表
この新しいレーベルから最初の作品となったロビンのアルバム『Robyn』には、Teddybears STHLM のクラス・オールント（Klas Åhlund）や、スウェーデンのデュオ The Knife、シェイロン・スタジオ（Cheiron Studios）のプロデューサーだったアレキサンダー・クロンルント（Alexander Kronlund）との共作などが収録されている。
アルバムのほか、シングル6枚がリリースされている。レーベルから発表された作品は、米英瑞のチャートでそこそこの好成績をあげた。ロビンは、「大ボスにはなりたくない」ので、自分以外のアーティストをレーベルに契約する事はないと表明している。現在の自分の音楽に集中したいというのが、彼女の意向である。2010年春、ロビンは3枚連作のアルバム「The Body Talk Series」のリリースを予告した。順次発売された『Body Talk Pt. 1』、『Body Talk Pt. 2』、『Body Talk』は世界各地で成功を収め、シングル「Dancing On My Own」も大ヒットとなった。